# لسلی بر هاوارد
لسلی بر هاوارد (انگلیسی: Leslie Burr Howard؛ زادهٔ ۱ اکتبر ۱۹۵۶) سوارکار اهل ایالات متحده آمریکا بود.
وی در مسابقات کشوری و بین‌المللی در مجموع برندهٔ ۱ مدال طلا، ۳ مدال نقره شده‌است.